# Carthamus
Carthamus és un gènere de plantes angiospermes de la família de les asteràcies (Asteraceae). Són plantes natives d'Europa, Àfrica del nord, i l'Àsia occidental, la central i la del sud.

## Descripció
Són plantes herbàcies habitualment anuals, espinoses i amb la base llenyosa. Les fulles són pinnatífides o pinnatisectes amb el marge espinós. A l'involucre hi ha diverses fileres de bràctees espinoses. Les flors es troben agrupades en capítols terminals, totes les flors són hermafrodites, tubulars i de color groguenc, violeta o entre rosa i porpra. El fruit és un aqueni, amb papus en el cas dels que procedixen el les flors interiors, mentre que el els fruits de les exteriors acostuma a mancar.

## Taxonomia
Aquest gènere va ser publicat per primer cop l'any 1753 al segon volum de l'obra Species Plantarum del botànic suec Carl von Linné (1707-1778).

### Espècies
Dins del gènere Carthamus es reconeixen les 39 espècies següents:
- Carthamus atractyloides (Pomel) Greuter
- Carthamus boissieri Halácsy
- Carthamus caeruleus L.
- Carthamus calvus (Boiss. & Reut.) Batt.
- Carthamus carduncellus L.
- Carthamus carthamoides (Pomel) Batt.
- Carthamus catrouxii (Emb. ex Maire) Greuter
- Carthamus cespitosus (Batt.) Greuter
- Carthamus chouletteanus (Pomel) Greuter
- Carthamus creticus L.
- Carthamus curdicus Hanelt
- Carthamus dentatus Vahl
- Carthamus dianius (Webb) Sch.Bip.
- Carthamus duvauxii (Batt. & Trab.) Prain
- Carthamus eriocephalus (Boiss.) Greuter
- Carthamus glaucus M.Bieb.
- Carthamus gypsicola Iljin
- Carthamus helenioides Desf.
- Carthamus hispanicus (Boiss. ex DC.) Sch.Bip.
- Carthamus ilicifolius (Pomel) Greuter
- Carthamus leucocaulos Sm.
- Carthamus lucens (Ball) Greuter
- Carthamus matritensis (Pau) Greuter
- Carthamus mitissimus L.
- Carthamus multifidus Desf.
- Carthamus nitidus Boiss.
- Carthamus oxyacanthus M.Bieb.
- Carthamus pectinatus Desf.
- Carthamus persicus Desf. ex Willd.
- Carthamus pinnatus Desf.
- Carthamus plumosus (Pomel) Greuter
- Carthamus pomelianus (Batt.) Prain
- Carthamus reboudianus (Batt.) Prain
- Carthamus rechingeri P.H.Davis
- Carthamus rhaponticoides (Pomel) Greuter
- Carthamus strictus (Pomel) Batt.
- Carthamus tamamschjanae Gabrieljan
- Carthamus tenuis (Boiss. & C.I.Blanche) Bornm.
- Carthamus tinctorius L.

### Híbrids
S'han descrit els següents híbrids naturals:
- Carthamus × battandieri Faure & Maire
- Carthamus × faurei Maire

### Sinònims
Els següents noms científics són sinònims heterotípics de Carthamus:
- Carduncellus Adans.
- Carthamodes Kuntze
- Carthamoides Wolf
- Centrophyllum Dumort.
- Durandoa Pomel
- Heteracantha Link ex Steud.
- Hohenwartha Vest
- Kentrophyllum Neck. ex DC.
- Lamottea Pomel
- Onobroma Gaertn.